# Sandrine Kuster
Sandrine Kuster, née en 1966 à Bâle, est une responsable théâtrale suisse.

## Biographie
Sandrine Kuster est née à Bâle en 1966 et grandit à Genève.
Elle suit une formation de comédienne à l'École professionnelle de théâtre Serge Martin (Genève), dont elle est diplômée en 1987. Elle ouvre et co-gère le Théâtre de l’Usine à Genève en 1989. Entre 1989 et 1999, elle collabore à la Cie des Basors, dirigée par Éveline Murenbeeld (Genève), en tant que comédienne et assistante (mise en scène, administration, diffusion). De 1999 à 2003, elle assure la programmation théâtrale de La Bâtie-Festival de Genève,.
De 2003 à 2017, elle dirige l'Arsenic, le centre d’art scénique contemporain à Lausanne,,.
En 2017, elle est nommée à la direction du Théâtre Saint-Gervais à Genève pour succéder en juin 2018 à Philippe Macasdar.